# Bateria de Costa da Espalamaca

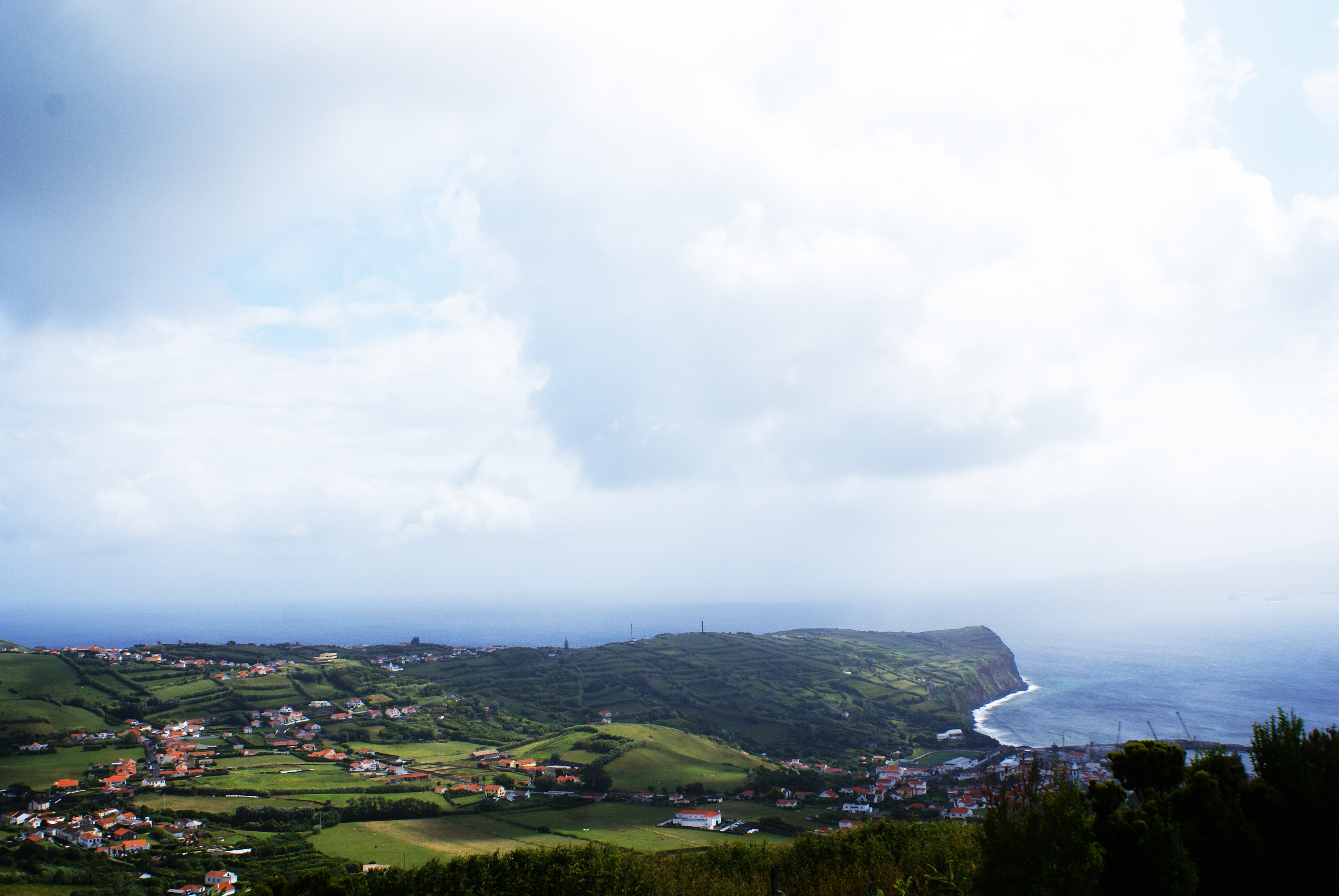
Ponta da Espalamaca, Faial: vista a partir do alto do Monte Carneiro.

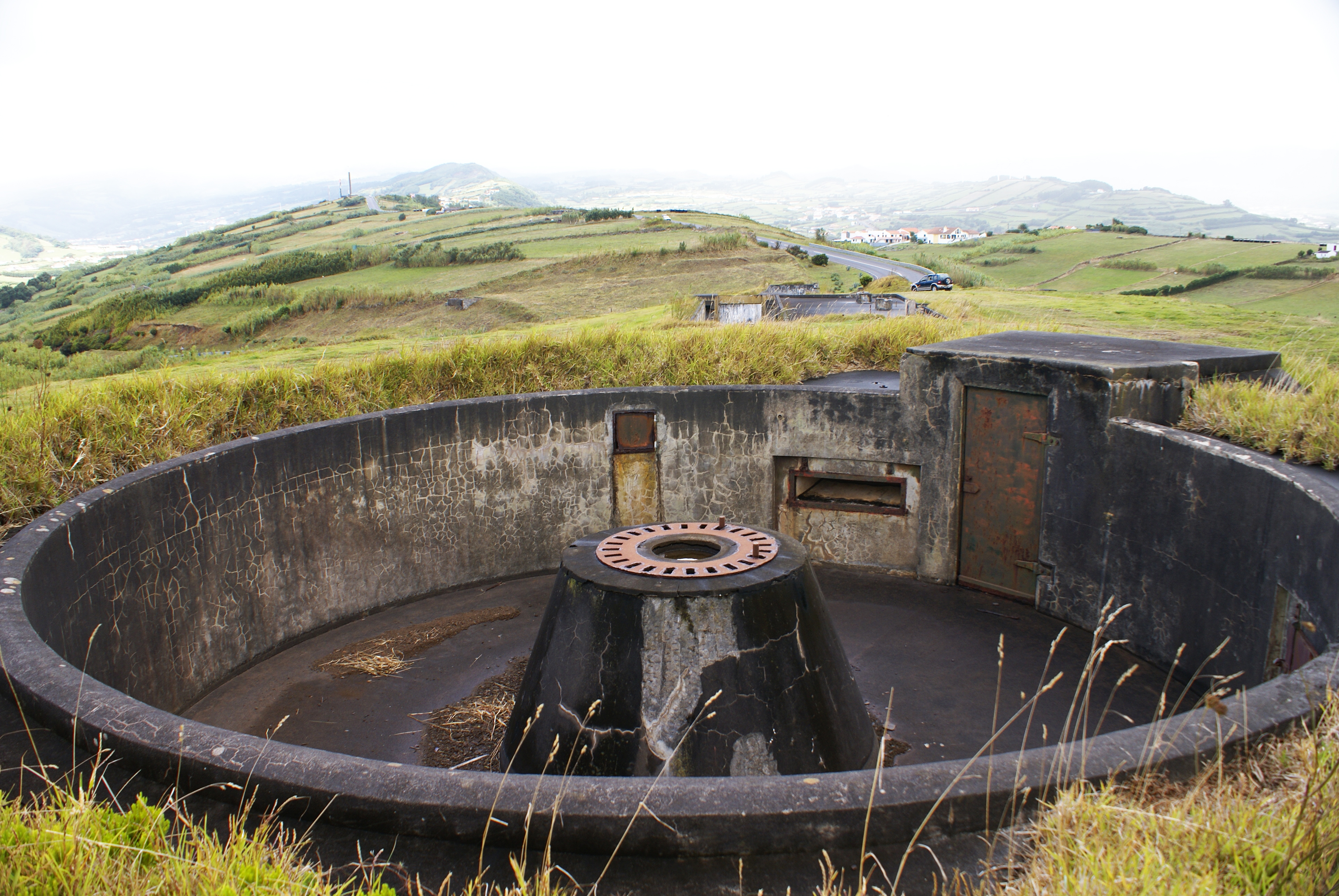
Bateria de Costa da Ponta da Espalamaca: detalhe de um espaldão.

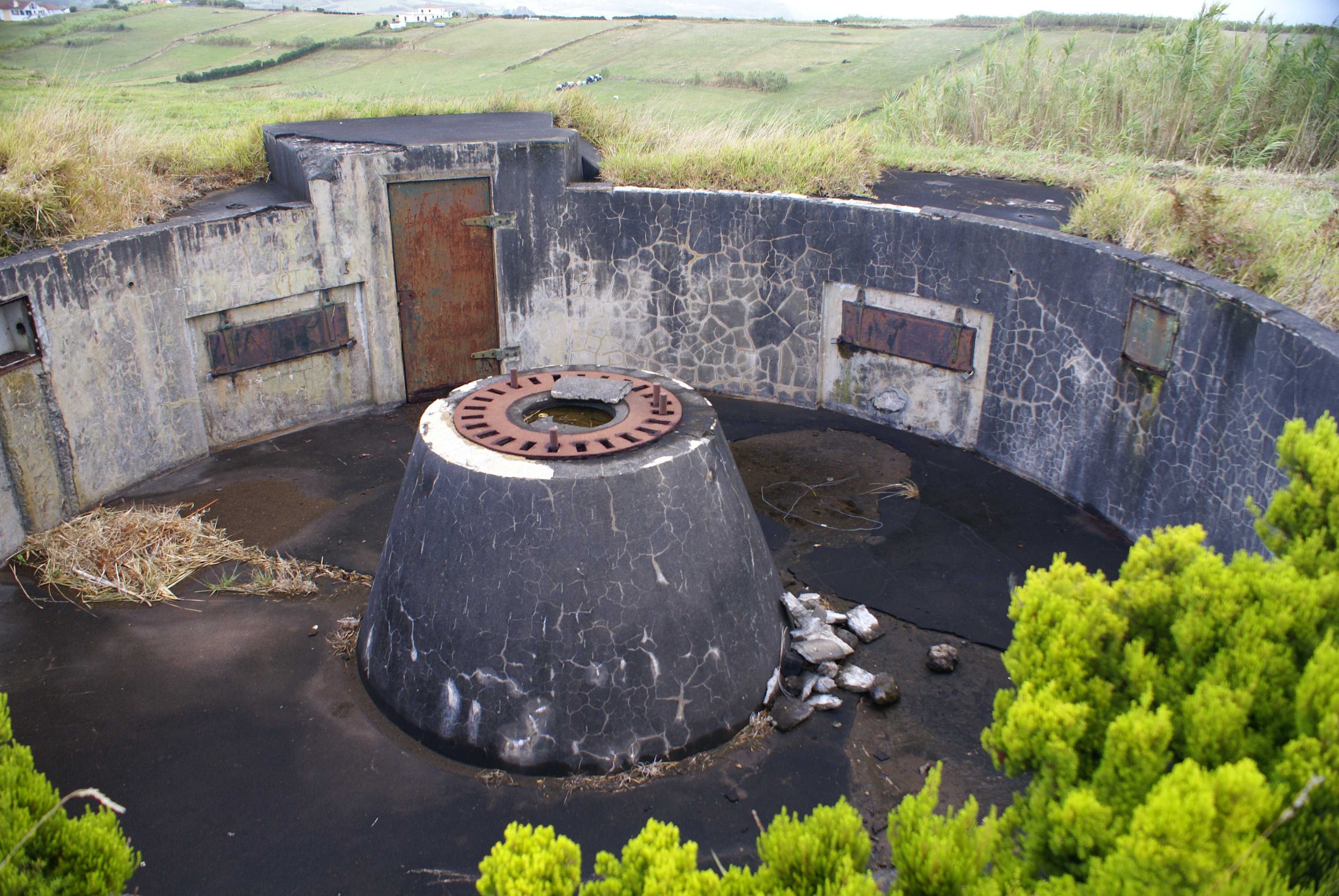
Bateria de Costa da Ponta da Espalamaca: detalhe de um espaldão.

A Bateria de Costa da Ponta da Espalamaca, oficialmente denominada como Prédio Militar nº 050/Horta, também referida como Posição da Espalamaca e Forte da Espalamaca, localiza-se na ponta da Espalamaca, freguesia da Conceição, cidade e concelho de Horta, na ilha do Faial, nos Açores.

## História
Constituiu-se numa posição fortificada erguida em 1941, no contexto da Segunda Guerra Mundial, com a função de defesa do porto da Horta e do canal entre as ilhas do Faial e do Pico, locais de ancoragem e trânsito de embarcações aliadas, sem prejuízo do fogo terrestre. Cooperava com a bateria de artilharia de costa da Monte da Guia e com a Bateria Antiaérea do Monte Carneiro.
Juntamente com a Bateria no Monte da Guia, foi guarnecida pela Bateria Independente de Defesa da Costa (BIDC3), cada uma com dois oficiais subalternos, seis sargentos ou furriéis e vinte praças. Foram artilhadas com peças que haviam pertencido ao antigo Couraçado Vasco da Gama, abatido em 1936.
Foi desativada na década de 1970.
Em 2002, juntamente com o Forte da Guia, integrou a lista de património do Estado colocado à venda, ao abrigo da política de captação de receitas da então Ministra das Finanças, Manuela Ferreira Leite. Contra esse fato, o então Ministro da República para os Açores, Alberto Sampaio da Nóvoa, declarou à imprensa a intenção de diligenciar junto aos Ministérios da Defesa e das Finanças (de onde depende a Direcção-Geral do Tesouro) para que aquelas antigas instalações militares não chegassem a ir a hasta pública. O Forte da Espalamaca tinha como base mínima de licitação, à época, 110 mil euros e ia a hasta pública no dia 22 de outubro, enquanto o da Forte da Guia tinha como base 25 mil euros e deveria ir à Praça no dia 17 do mesmo mês e ano. Para Nóvoa, as duas fortificações encontravam-se em muito bom estado de conservação, possuíam valor patrimonial e deveriam ser alvo de uma negociação entre o Estado, o Governo Regional e a Câmara Municipal da Horta, para que se lhes desse um destino adequado. Ainda no seu entendimento, o Forte da Espalamaca deveria tornar-se uma extensão do Museu Militar e teria sido essa a intenção manifestada pelo anterior Ministro da Defesa de António Guterres, Júlio Castro Caldas, quando se deslocou ao Faial em 2000. A Câmara da Horta mostrou interesse na propriedade daquele espaço, embora tenha considerado muito elevada a mesma base de licitação de 110 mil euros então proposta, tendo a passagem de titularidade sido efetuada, posteriormente,  por negociação, entre a autarquia e  Ministérios da Defesa e das Finanças, com a participação do Governo Regional, assim como na recuperação do património.
Atualmente encontra-se em razoável estado de conservação, sendo um valor patrimonial da ilha do Faial, onde a Cãmara municipal da Horta dinamiza algumas atividades e promove a sua rentabilização.
Lei de Programação de Infra-Estruturas Militares, de 11 de julho de 2008.

## Características
Constitui-se numa posição para duas peças de artilharia de costa, correspondente a meia bateria, constituída por um complexo de infra-estruturas subterrâneas (à excepção daquelas que outrora eram destinadas a casa da guarda, refeitório e central eléctrica e de climatização que se encontram apenas semi-enterradas), construídas em betão armado, integrando dois espaldões para peças de artilharia de costa, um posto de comando de tiro (PCT), dois postos de observação (PO), quatro paióis e quatro paiolins, corredores de ligação, alojamentos e instalações sanitárias para as guarnições e cisterna.